# Воля-Бахорна
Воля-Бахорна (пол. Wola Bachorna) — село в Польщі, у гміні Закшево Александровського повіту Куявсько-Поморського воєводства.
Населення — 105 осіб (2011).
У 1975-1998 роках село належало до Влоцлавського воєводства.

## Демографія
Демографічна структура станом на 31 березня 2011 року:
|          | Загалом | Допрацездатний вік | Працездатний вік | Постпрацездатний вік |
| -------- | ------- | ------------------ | ---------------- | -------------------- |
| Чоловіки | 46      | 11                 | 30               | 5                    |
| Жінки    | 59      | 14                 | 33               | 12                   |
| Разом    | 105     | 25                 | 63               | 17                   |